# 亀姫 (徳川家康長女)
亀姫（かめひめ、永禄3年6月4日（1560年6月27日） - 寛永2年5月27日（1625年7月1日）） は、徳川家康の長女。母は築山御前（瀬名今川氏）で、松平信康は同母兄。奥平信昌の正室。

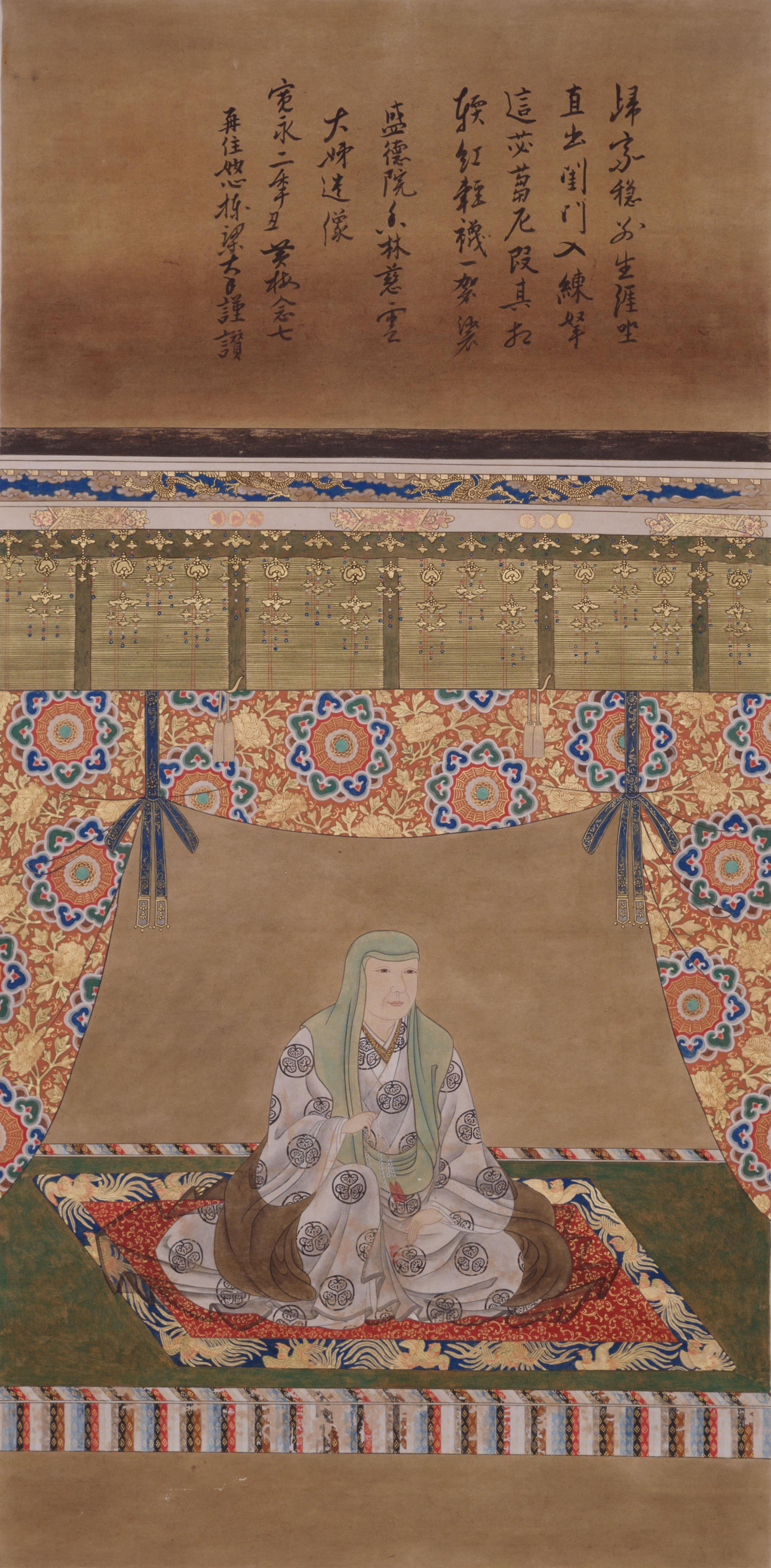
京都府大法院蔵

## 略歴
永禄3年（1560年） 、駿府で生まれた。元亀4年（1573年）ごろに家康が奥三河における武田氏の勢力を牽制するため奥平氏の帰順を試みた際、織田信長の提案で亀姫と新城城主・奥平信昌（父・家康の再従弟。信昌の祖母が家康の外祖父・水野忠政の妹）の婚約が提示条件の一つとなり、長篠の戦いをめぐる戦功への家康からの褒美として天正4年（1576年）7月、信昌へ嫁いだ（「徳川幕府家譜」『徳川諸家系譜第一』） 。生涯、信昌に一人も側室を置かせず、自身で4人の男子（家昌・家治・忠政・忠明）と1女（大久保忠常室）を儲ける（ただし、黒田基樹は家昌の母については亀姫ではない可能性を指摘している）。慶長5年（1600年）の関ヶ原の戦いの戦勝により、慶長6年（1601年）夫・信昌が美濃加納10万石に封じられ、三男・忠政共々加納に移ったことから、加納御前・加納の方と呼ばれるようになった。やがて忠政、宇都宮藩の嫡男・家昌、信昌と夫子らの相次ぐ死去を受けて、剃髪して盛徳院と号し、幼くして藩主となった孫たちの後見役となった。

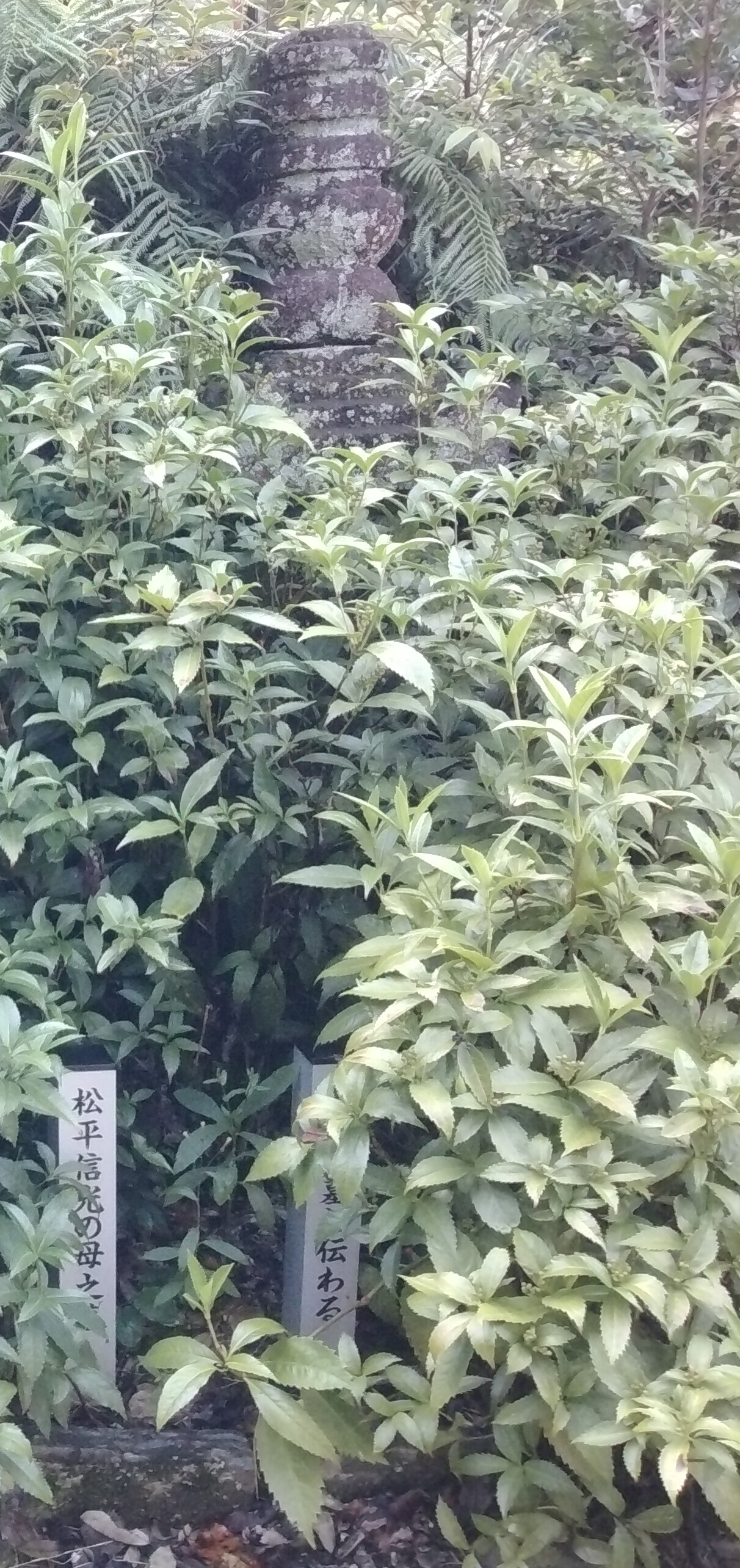
岡崎市法蔵寺に残る亀姫の墓と伝わる墓石

寛永2年（1625年）、加納において66歳で死去した 。戒名は盛徳院殿香林慈雲大姉。墓所は光国寺（岐阜県岐阜市）、法蔵寺（愛知県岡崎市）、大善寺（愛知県新城市）にある。4人いた妹たちには全て先立たれている。

## 宇都宮城釣天井事件と亀姫
亀姫を「宇都宮城釣天井事件」の黒幕とする説がある。
嫡男・家昌の遺児で、わずか7歳で宇都宮藩主となった孫の奥平忠昌は、12歳の時に下総古河藩に転封となった。忠昌の替わりに宇都宮へ入封したのは本多正純である。亀姫は正純を快く思っていなかった。その理由は、大久保忠隣失脚事件である。
信昌・亀姫夫妻の一人娘が、大久保忠隣の嫡子・大久保忠常に嫁していたため、大久保氏と奥平氏の関係は緊密であった。だが、娘婿・忠常が早世し、頼みとする忠隣は不可解な改易となり、心を痛めていた亀姫は、正純とその父・本多正信が奸計で忠隣を陥れた、と見なした。さらに、忠昌の転封にも我慢がならなかった。年少ゆえの移封であれば忠昌相続時の7歳の時点で行うべきであるところを、12歳まで成長した後の国替えだったからである。しかも、それまでの奥平家が10万石であったのに、正純になった途端15万石というのも承服しかねた。
そこで、異母弟の第2代将軍徳川秀忠に、日光へ参拝するため宇都宮城へ宿泊する際、正純には湯殿に釣天井を仕掛け将軍を暗殺するという計画がある、と洩らしたとされる。釣天井自体は事実無根であったが、正純は配流されることとなった。その後は、忠昌が再び宇都宮藩へ配されたというものである。
また、下総古河への国替えの引っ越しにまつわる、こんな逸話がある。本来、私物以外はそのまま新入封の家中のために残して立ち去るように法度で定められているところを、奥平家は障子、襖、畳までも撤去した。さらに、邸内の竹木まで掘り起こし、一切を持ち去ろうとした。これを聞きつけた正純の家臣が、慌てて駆けつけて国境で呼びとめ、その非を咎めたため返還したという内容であるが、真偽は定かではない。

## その他
2008年4月より、愛知県新城市製作の市政番組（豊橋ケーブルネットワークにて放映）のナビゲーターとして、亀姫をキャラクター化させたものを登場させている。また墓所のある大善寺前の通りは新城駅前再開発工事に伴い「亀姫通」として整備されている。

## 亀姫を演じた女優
- 徳川家康（1983年、NHK大河ドラマ、演：原日出子）
- 徳川の女（1997年3月20日、テレビ東京4時間スペシャル時代劇、演：本倉さつき）
- どうする家康（2023年、NHK大河ドラマ、演：當真あみ　幼少期、演：吉田帆乃華）